# Theodore Anderson Baldwin
Theodore Anderson Baldwin, ameriški general, * 21. december 1839, † 1. september 1925.

## Življenjepis
Leta 1862 je vstopil v vojaško službo; sprva je bil navadni vojak in podčastnik (1862–1865), nato pa drugi in prvi poročnik v 19. pehotnem polku; med 23. novembrom 1866 in 23. julijem 1867 je bil polkovni oskrbovalni častnik.15. decembra 1870 je bil premeščen k 10. konjeniškemu polku in nato leta 1887 k 7. konjeniškemu polku, a je bil po devetih letih vrnjen nazaj k 10. konjeniškemu polku. 6. oktobra 1896 je bil imenovan za brigadnega generala prostovoljcev med ameriško-špansko vojno. 31. januarja 1899 je bil častno odpuščen iz prostovoljne službe in vrnjen v aktivno službo, kjer je tudi dosegel čin rednega brigadnega generala. 20. aprila 1903 se je upokojil.

## Napredovanja
- drugi poročnik: 9. februar 1865
- prvi poročnik: 9. februar 1865
- stotnik: 23. julij 1867
- major: 5. oktober 1887
- podpolkovnik: 11. december 1896
- brigadni general (prostovoljci ZDA): 6. oktober 1898
- polkovnik: 6. maj 1899
- brigadni geenral (Vojska ZDA): 19. april 1903